# 鲁埃 (埃罗省)
鲁埃（法語：Rouet）是法国埃罗省的一个市镇，属于洛代夫区（Lodève）圣马尔坦德隆德雷县（Saint-Martin-de-Londres）。该市镇总面积24.77平方公里，2015年时的人口为59人。

## 人口
鲁埃人口变化图示